# París-Niça 1970
La París-Niça 1970 fou la 28a edició de la París-Niça. És un cursa ciclista que es va disputar entre el 8 i el 16 de març de 1970. La cursa fou guanyada per segon any consecutiu pel belga Eddy Merckx (Faemino-Faema) que també s'imposà en la resta de classificacions secundàries: muntanya, regularitat i combinada. Completaren el podi els corredors de l'equip Bic Luis Ocaña i Jan Janssen.
Jacques Anquetil s'incorpora a la direcció de la prova.

## Recorregut
Els 1.459 quilòmetres de recorregut es divideixen en 10 etapes i un pròleg disputats en vuit dies. Les contrarellotges es redueixen respecte a l'any anterior als 3 km per equips del pròleg i la cronoescalada al coll d'Èze de l'últim dia. També disminueixen les etapes dividides en dos sectors, que només tenen lloc els dos darrers dies de competició. Les principals dificultats muntanyoses són el Coll de la République en la quarta etapa; l'Espigoulier, el coll de Garde i el Mont Faron a la sisena etapa, a més, del ja esmentat coll d'Èze en el segon sector de la vuitena etapa.

## Participants
En aquesta edició de la París-Niça hi preneren part 112 corredors dividits en 14 equips: Faemino-Faema, Caballero-Laurens, Sonolor-Lejeune, Salvarani, Germanvox-Wega, Willem II-Gazelle, Flandria-Mars, Bic, Ferretti, Fagor-Mercier, Peugeot-BP-Michelin, Zimba-G.B.C., Molteni i Frimatic-De Gribaldy. La prova l'acabaren 69 corredors.

## Desenvolupament
La prova s'inicia amb un pròleg al velòdrom de Bois ben particular. Primer es fa una contrarellotge per equips de només tres kilòmetres i després una contrarellotge individual d'un kilòmetre per decidir el guanyador individual de l'etapa on només participen els corredors de l'equip guanyador de la primera part del pròleg. Així l'equip neerlenadès Caballero-Laurens és el més ràpid en la CRE i Léo Duyndam en la CRI posterior la qual cosa li permet emportar-se l'etapa i ser el primer líder.
La primera etapa és per Cipriano Chemello que s'imposa de forma sorprenent en l'esprint massiu. A més, l'italià es posa líder gràcies a les bonificacions. La segona etapa se l'emporta en solitari el recordman de l'hora Ole Ritter. El danès treu quatre segons a la línia de meta els quals li permeten posar-se líder.
L'endemà Eddy Merckx deixa clar qui és el més fort. El belga, sota la neu, s'emporta l'etapa en solitari i es posa líder. Merckx escapa del gran grup en companyia de Roland Berland i tots dos corredors atrapen a un grup d'escapats que anava per davant. A 11 kilòmetres de meta Merckx ataca deixant enrere a tothom per guanyar l'etapa amb 52" sobre el segon classificat i 55" sobre la resta de favorits.
En la quarta etapa Merckx i el seu equip controlen a la resta de corredors de tal forma que al final la victòria d'etapa es disputa en un esprint massiu guanyat per Eric Leman. Encara que l'etapa no té més canvis en la general que els produïts per les bonificacions Merckx té diversos ensurts. En una escapada formada per Gilbert Bellone, Leif Mortensen i Ole Ritter s'infiltra el líder de la general en entendre que són homes perillosos. En un moment donat Mortensen fa l'afilador amb Bellone i cau sense que s'emporti a Merckx de miracle. El danès acabarà l'etapa perdent 2' 21". Posteriorment una fuga de Christian Raymond i Evert Dolman a 40 km de meta fa que el primer sigui líder virtual però Merckx en persona augmenta el ritme del pilot per caçar als dos fugats.
L'etapa següent es veu condicionada per una caiguda de Merckx en el descens de Ragage a 20 kilòmetres de meta. Aprofitant l'avinentesa Jan Janssen i Rudi Altig augmenten el ritme de tal forma que trenquen el pilot quedant al capdavant Roger Pingeon, Christian Raymond, Bernard Guyot, Jan Janssen, Luis Ocaña, Michele Dancelli, Edward Sels, Rolf Wolfshohl, Rudi Altig i Cyrille Guimard. Al final, Merckx en persona aconsegueix contactar amb aquest grup i no té majors pèrdues de temps que les bonificacions de meta.
La sisena etapa presenta les pujades de l'Espigoulier, el col de Garde i el Mont Faron. En aquest darrer port se'n van els Bic Janssen i Ocaña, juntament amb Merckx. Tots tres treuen 57" en línia de meta a la resta de favorits. Aquest avantatge serà suficient per conformar el podi final de la prova. Raymond Poulidor té la mala fortuna de punxar en el moment que Wilfried David iniciava les hostilitats. El francès remunta en el Faron però al final no pot contactar amb els tres de davant i arriba a meta en el segon grup. Pitjor fortuna tindrà Dancelli. L'italià comença l'etapa com a quart de la general i l'acaba amb una pèrdua de més d'onze minuts.
La setena etapa es presenta en dos sectors. En el primer s'imposa Guido Reybrouck en una arribada massiva i en el segon el mallot blanc també a l'esprint però en aquest cas en una arribada en pujada.
El darrer dia de competició també es divideix en dos sectors. El primer se l'emporta Adriano Pella, per davant de Rolf Wolfshohl i Ferdinand Bracke. El segon és la cronoescalada a Èze. Merckx l'afronta amb més d'un minut sobre Janssen i Ocaña i més de dos minuts sobre la resta de corredors. El belga torna a guanyar de forma contundent, ja que només Poulidor i Ocaña queden a menys d'un minut d'ell. El tercer lloc en l'etapa d'Ocaña li permet aconseguir la segona posició de la general en detriment del seu company d'equip Janssen.

## Resultats de les etapes
| Etapes              | Data       | Recorregut             | Km     | Vencedor d'etapa  | Líder de la general |
| ------------------- | ---------- | ---------------------- | ------ | ----------------- | ------------------- |
| Pròleg              | 8 de març  | Vincennes (CRE)        | 3 km   | Leo Duyndam       | Leo Duyndam         |
| 1a etapa            | 9 de març  | Dourdan-Joigny         | 141 km | Cipriano Chemello | Cipriano Chemello   |
| 2a etapa            | 10 de març | Joigny-Autun           | 226 km | Ole Ritter        | Ole Ritter          |
| 3a etapa            | 11 de març | Autun-Saint-Étienne    | 208 km | Eddy Merckx       | Eddy Merckx         |
| 4a etapa            | 12 de març | Saint-Étienne-Bollène  | 198 km | Eric Leman        | Eddy Merckx         |
| 5a etapa            | 13 de març | Bollène-Plan-de-Cuques | 220 km | Rudi Altig        | Eddy Merckx         |
| 6a etapa            | 14 de març | Plan-de-Cuques-Hyères  | 126 km | Jan Janssen       | Eddy Merckx         |
| 7a etapa, 1r sector | 15 de març | Hyères-Sainte-Maxime   | 73 km  | Guido Reybrouck   | Eddy Merckx         |
| 7a etapa, 2n sector | 15 de març | Sainte-Maxime-Seillans | 73 km  | Eddy Merckx       | Eddy Merckx         |
| 8a etapa, 1r sector | 16 de març | Seillans-Niça          | 73 km  | Adriano Pella     | Eddy Merckx         |
| 8a etapa, 2n sector | 16 de març | Niça-Coll d'Èze (CRI)  | 9.5 km | Eddy Merckx       | Eddy Merckx         |

## Etapes

### Pròleg
8-03-1970. Vincennes, 3 km. CRE
|    | Equip             | Temps  |
| -- | ----------------- | ------ |
| 1  | Caballero-Laurens | 4' 58" |
| 2  | Sonolor-Lejeune   | + 2"   |
| 3  | Salvarani         | + 8"   |
| 4  | Germanvox-Wega    | m. t.  |
| 5  | Willem II-Gazelle | + 9"   |
| 6  | Flandria-Mars     | + 11"  |
| 7  | Bic               | m. t.  |
| 8  | Ferretti          | + 13"  |
| 9  | Faemino-Faema     | + 17"  |
| 10 | Fagor-Mercier     | + 20"  |

8-03-1970. Vincennes, 1 km. CRI
|   | Ciclista         | Equip             | Temps  |
| - | ---------------- | ----------------- | ------ |
| 1 | Leo Duyndam      | Caballero-Laurens | 1' 17" |
| 2 | Jacques Frijters | Caballero-Laurens | + 3"   |
| 3 | Jan Krekels      | Caballero-Laurens | + 4"   |
| 4 | Harry Steevens   | Caballero-Laurens | + 5"   |
| 5 | Gérard Vianen    | Caballero-Laurens | + 6"   |
| 6 | Daan Holst       | Caballero-Laurens | m. t.  |
| 7 | Richard Bukacki  | Caballero-Laurens | + 8"   |
| 8 | Cees Rentmeester | Caballero-Laurens | m. t.  |

### 1a etapa
9-03-1970. Dourdan-Joigny, 141 km.
|    | Ciclista          | Equip                | Temps      |
| -- | ----------------- | -------------------- | ---------- |
| 1  | Cipriano Chemello | Salvarani            | 4h 02' 55" |
| 2  | Guido Reybrouck   | Germanvox-Wega       | m. t.      |
| 3  | Cyrille Guimard   | Fagor-Mercier        | m. t.      |
| 4  | Eric Leman        | Flandria-Mars        | m. t.      |
| 5  | Michele Dancelli  | Molteni              | m. t.      |
| 6  | René Pijnen       | Willem II-Gazelle    | m. t.      |
| 7  | Jacques Guiot     | Frimatic-De Gribaldy | m. t.      |
| 8  | Gerben Karstens   | Peugeot-BP-Michelin  | m. t.      |
| 9  | Jan van Katwijk   | Willem II-Gazelle    | m. t.      |
| 10 | Régis Delépine    | Frimatic-De Gribaldy | m. t.      |

### 2a etapa
10-03-1970. Joigny-Autun 226 km.
|    | Ciclista          | Equip          | Temps      |
| -- | ----------------- | -------------- | ---------- |
| 1  | Ole Ritter        | Germanvox-Wega | 5h 41' 25" |
| 2  | Eric Leman        | Flandria-Mars  | + 4"       |
| 3  | Guido Reybrouck   | Germanvox-Wega | m. t.      |
| 4  | Marino Basso      | Molteni        | m. t.      |
| 5  | Leif Mortensen    | Bic            | m. t.      |
| 6  | Cipriano Chemello | Salvarani      | m. t.      |
| 7  | Eddy Merckx       | Faemino-Faema  | m. t.      |
| 8  | Giuseppe Beghetto | Ferretti       | m. t.      |
| 9  | Michele Dancelli  | Molteni        | m. t.      |
| 10 | Cyrille Guimard   | Fagor-Mercier  | m. t.      |

### 3a etapa
11-03-1970. Autun-Saint-Étienne 208 km.
|    | Ciclista         | Equip               | Temps      |
| -- | ---------------- | ------------------- | ---------- |
| 1  | Eddy Merckx      | Faemino-Faema       | 5h 14' 29" |
| 2  | Giuseppe Milioli | Germanvox-Wega      | + 52"      |
| 3  | Guido Reybrouck  | Germanvox-Wega      | + 55"      |
| 4  | Roger Rosiers    | Bic                 | m. t.      |
| 5  | Eric Leman       | Flandria-Mars       | m. t.      |
| 6  | Gérard Vianen    | Caballero-Laurens   | m. t.      |
| 7  | Gerben Karstens  | Peugeot-BP-Michelin | m. t.      |
| 8  | Cyrille Guimard  | Fagor-Mercier       | m. t.      |
| 9  | Evert Dolman     | Willem II-Gazelle   | m. t.      |
| 10 | Raymond Riotte   | Sonolor-Lejeune     | m. t.      |

### 4a etapa
12-03-1970. Saint-Étienne-Bollène, 198 km.
|    | Ciclista          | Equip             | Temps      |
| -- | ----------------- | ----------------- | ---------- |
| 1  | Eric Leman        | Flandria-Mars     | 5h 06' 29" |
| 2  | Guido Reybrouck   | Germanvox-Wega    | m. t.      |
| 3  | Marino Basso      | Molteni           | m. t.      |
| 4  | Cyrille Guimard   | Fagor-Mercier     | m. t.      |
| 5  | Jan Janssen       | Bic               | m. t.      |
| 6  | Jan Krekels       | Caballero-Laurens | m. t.      |
| 7  | Wilfried Peffgen  | G.B.C.-Zimba      | m. t.      |
| 8  | Lucien Aimar      | Sonolor-Lejeune   | m. t.      |
| 9  | Edward Sels       | Willem II-Gazelle | m. t.      |
| 10 | Cipriano Chemello | Salvarani         | m. t.      |

### 5a etapa
13-03-1970. Bollène-Plan-de-Cuques, 220 km.
|    | Ciclista            | Equip               | Temps      |
| -- | ------------------- | ------------------- | ---------- |
| 1  | Rudi Altig          | Zimba-G.B.C.        | 5h 54' 54" |
| 2  | Cyrille Guimard     | Fagor-Mercier       | m. t.      |
| 3  | Guido Reybrouck     | Germanvox-Wega      | m. t.      |
| 4  | Jan Janssen         | Bic                 | m. t.      |
| 5  | Barry Hoban         | Sonolor-Lejeune     | m. t.      |
| 6  | Gerben Karstens     | Peugeot-BP-Michelin | m. t.      |
| 7  | René Pijnen         | Willem II-Gazelle   | m. t.      |
| 8  | Jos van der Vleuten | Willem II-Gazelle   | m. t.      |
| 9  | Gérard Vianen       | Caballero-Laurens   | m. t.      |
| 10 | Bernard Guyot       | Sonolor-Lejeune     | m. t.      |

### 6a etapa
14-03-1970. Plan-de-Cuques-Hyères, 126 km.
|    | Ciclista               | Equip               | Temps      |
| -- | ---------------------- | ------------------- | ---------- |
| 1  | Jan Janssen            | Bic                 | 4h 02' 51" |
| 2  | Eddy Merckx            | Faemino-Faema       | m. t.      |
| 3  | Luis Ocaña             | Bic                 | + 4"       |
| 4  | Jos van der Vleuten    | Willem II-Gazelle   | + 57"      |
| 5  | Martin van den Bossche | Molteni             | m. t.      |
| 6  | Christian Raymond      | Peugeot-BP-Michelin | m. t.      |
| 7  | Gilbert Bellone        | Sonolor-Lejeune     | m. t.      |
| 8  | René Grelin            | Molteni             | m. t.      |
| 9  | José Catieau           | Sonolor-Lejeune     | m. t.      |
| 10 | Raymond Poulidor       | Fagor-Mercier       | m. t.      |

### 7a etapa, 1r sector
15-03-1970. Hyères-Sainte-Maxime, 73 km.
|    | Ciclista               | Equip           | Temps      |
| -- | ---------------------- | --------------- | ---------- |
| 1  | Guido Reybrouck        | Germanvox-Wega  | 1h 57' 19" |
| 2  | Harrie Jansen          | Sonolor-Lejeune | m. t.      |
| 3  | Martin van den Bossche | Molteni         | m. t.      |
| 4  | Eric Leman             | Flandria-Mars   | m. t.      |
| 5  | Giuseppe Beghetto      | Ferretti        | m. t.      |
| 6  | Roger Swerts           | Faemino-Faema   | m. t.      |
| 7  | Alain Vasseur          | Bic             | m. t.      |
| 8  | Cyrille Guimard        | Fagor-Mercier   | m. t.      |
| 9  | Georges Vandenberghe   | Faemino-Faema   | m. t.      |
| 10 | Rolf Wolfshohl         | Fagor-Mercier   | m. t.      |

### 7a etapa, 2n sector
15-03-1970. Sainte-Maxime-Seillans, 78 km.
|    | Ciclista               | Equip             | Temps      |
| -- | ---------------------- | ----------------- | ---------- |
| 1  | Eddy Merckx            | Faemino-Faema     | 2h 22' 55" |
| 2  | Jan Janssen            | Bic               | m. t.      |
| 3  | Martin van den Bossche | Molteni           | m. t.      |
| 4  | Raymond Poulidor       | Fagor-Mercier     | m. t.      |
| 5  | Gilbert Bellone        | Sonolor-Lejeune   | m. t.      |
| 6  | Jos van der Vleuten    | Willem II-Gazelle | m. t.      |
| 7  | Joop Zoetemelk         | Flandria-Mars     | m. t.      |
| 8  | Cyrille Guimard        | Fagor-Mercier     | m. t.      |
| 9  | Guido Reybrouck        | Germanvox-Wega    | m. t.      |
| 10 | Lucien Aimar           | Sonolor-Lejeune   | m. t.      |

### 8a etapa, 1r sector
16-03-1970. Seillans-Niça, 108 km.
|    | Ciclista             | Equip               | Temps      |
| -- | -------------------- | ------------------- | ---------- |
| 1  | Adriano Pella        | Germanvox-Wega      | 2h 39' 19" |
| 2  | Rolf Wolfshohl       | Fagor-Mercier       | m. t.      |
| 3  | Ferdinand Bracke     | Peugeot-BP-Michelin | m. t.      |
| 4  | André Dierickx       | Flandria-Mars       | + 12"      |
| 5  | Gianfranco Bianchin  | Molteni             | + 24"      |
| 6  | Pietro Guerra        | Salvarani           | + 28"      |
| 7  | Gianpaolo Cucchietti | Ferretti            | + 49"      |
| 8  | Eric Leman           | Flandria-Mars       | m. t.      |
| 9  | Gerben Karstens      | Peugeot-BP-Michelin | m. t.      |
| 10 | Giuseppe Beghetto    | Ferretti            | m. t.      |

### 8a etapa, 2n sector
16-03-1970. Niça-Coll d'Èze, 9.5 km. CRI
|    | Ciclista               | Equip               | Temps    |
| -- | ---------------------- | ------------------- | -------- |
| 1  | Eddy Merckx            | Faemino-Faema       | 20' 14"  |
| 2  | Raymond Poulidor       | Fagor-Mercier       | + 50"    |
| 3  | Luis Ocaña             | Bic                 | + 55"    |
| 4  | Leif Mortensen         | Bic                 | + 1' 15" |
| 5  | Jan Janssen            | Bic                 | + 1' 22" |
| 6  | Lucien Aimar           | Sonolor-Lejeune     | + 1' 43" |
| 7  | Joop Zoetemelk         | Flandria-Mars       | + 1' 44" |
| 8  | Martin van den Bossche | Molteni             | + 1' 44" |
| 9  | Désiré Letort          | Peugeot-BP-Michelin | + 1' 59" |
| 10 | Cyrille Guimard        | Fagor-Mercier       | + 2' 04" |

## Classificacions finals

### Classificació general
|    | Ciclista               | Equip               | Temps       |
| -- | ---------------------- | ------------------- | ----------- |
| 1  | Eddy Merckx            | Faemino-Faema       | 37h 23' 27" |
| 2  | Luis Ocaña             | Bic                 | + 2' 14"    |
| 3  | Jan Janssen            | Bic                 | + 2' 24"    |
| 4  | Raymond Poulidor       | Fagor-Mercier       | + 3' 02"    |
| 5  | Lucien Aimar           | Sonolor-Lejeune     | + 3' 55"    |
| 6  | Cyrille Guimard        | Fagor-Mercier       | + 4' 10"    |
| 7  | Christian Raymond      | Peugeot-BP-Michelin | + 4' 37"    |
| 8  | Martin van den Bossche | Molteni             | + 5' 21"    |
| 9  | Gilbert Bellone        | Sonolor-Lejeune     | + 5' 39"    |
| 10 | José Catieau           | Sonolor-Lejeune     | + 5' 40"    |

## Evolució de les classificacions
| Etapa (Vencedor)                      | Classificació general |
| ------------------------------------- | --------------------- |
| 0Pròleg (Léo Duyndam)                 | Léo Duyndam           |
| 0Etapa 1 (Cipriano Chemello)          | Cipriano Chemello     |
| 0Etapa 2 (Ole Ritter)                 | Ole Ritter            |
| 0Etapa 3 (Eddy Merckx)                | Eddy Merckx           |
| 0Etapa 4 (Eric Leman)                 | Eddy Merckx           |
| 0Etapa 5 (Rudi Altig)                 | Eddy Merckx           |
| 0Etapa 6 (Jan Janssen)                | Eddy Merckx           |
| 0Etapa 7, 1r sector (Guido Reybrouck) | Eddy Merckx           |
| 0Etapa 7, 2n sector (Eddy Merckx)     | Eddy Merckx           |
| 0Etapa 8, 1r sector (Adriano Pella)   | Eddy Merckx           |
| 0Etapa 8, 2n sector (Eddy Merckx)     | Eddy Merckx           |